# شهرستان ویلکاکس (آلاباما)
شهرستان ویلکاکس، آلاباما (به انگلیسی: Wilcox County, Alabama) شهرستانی در ایالات متحده آمریکا است که در آلاباما واقع شده‌است.

## خصوصیات
شهرستان ویلکاکس ۲٬۳۴۹٫۱۳ کیلومترمربع مساحت دارد.